# El Chao de Carrugueiro
El Chao de Carrugueiro es un campamento romano en Carrugeiro, parroquia de Doiras, concejo de Boal, Asturias. 

## Identificación y localización
Fue identificado mediante el análisis de imágenes satelitales y aéreas. Se localiza en el amesetado costado occidental de una de las colinas cumbreras de la sierra de Penouta con una cota máxima de 917 m, sobre el lugar de Carrugueiro y cerca de la localidad de Boal. Su elemento diagnóstico es un caballete terrero agger de un metro de altura que describe una planta rectangular con ángulos curvos de 90°, rematando en su lado oriental en una dorsal rocosa que lo delimita por ese frente. En su lado N el alineamiento presenta una concavidad o retranqueo para sortear una vaguada perpendicular a su trazado. Es probable que dicha infraestructura defensiva fuese precedida en el exterior por un foso actualmente colmatado.

## Descripción
El recinto ocupa una superficie de unas 5,5 ha, suficientes para alojar una legión. En el centro del cierre occidental se percibe un vano que es flanqueado al interior por un giro de uno de los lados del terraplén, definiendo una característica puerta en clavícula.
La fisonomía de dichos elementos artificiales demarcadores y la forma y dimensiones del recinto responden a los patrones más carismáticos de la castrametación romana, de la que se conservan otros enclaves próximos a lo largo de la alineación orográfica de la sierra de la Bobia y su continuación hacia Lucus Augusti.
Por el emplazamiento a más de 900 m de altitud en un paraje de alta sierra y por sus características constructivas el campamento debió tener un uso estacional conforme al modelo de los castra-aestiva, previsiblemente vinculado con los movimientos de tropas durante las guerras astur-cántabras y la subsiguiente ocupación del NO peninsular.